# Lennart af Petersens pris

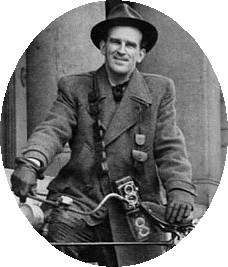
Lennart af Petersens

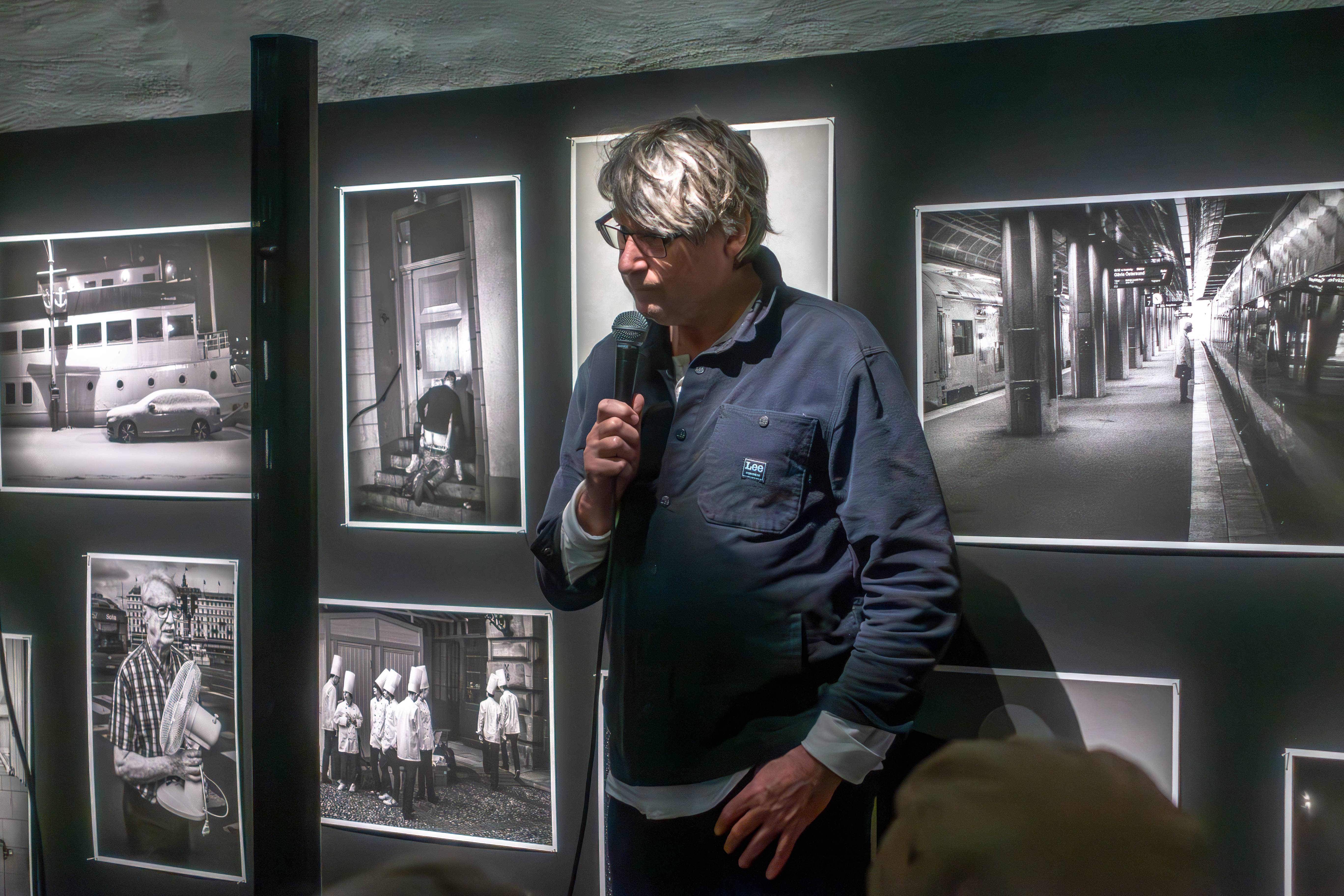
2023-års Lennart af Petersens-pristagare Simon Johansson på sin utställning "A familiar place" på Stadsmuseet i Stockholm 2024.

Lennart af Petersens pris är ett fotopris i Lennart af Petersens namn som instiftades 2003 av Stockholms stad. Priset delas ut till en fotograf som skildrar Stockholm på ett personligt och konstnärligt vis. 
Prissumman på 100 000 kr delas ut vartannat år. Pristagaren ges också möjlighet att ställa ut på Stadsmuseet i Stockholm. Lennart af Petersens var själv en flitig stockholmsfotograf, som under 35 år dokumenterade staden för sin uppdragsgivare Stadsmuseet i Stockholm.

## Pristagare
- 2005 Gunnar Smoliansky
- 2007 Per Skoglund
- 2009 Micke Berg
- 2011 Leif Claesson
- 2013 Catharina Gotby[3]
- 2015 Ulf Lundin
- 2017 Lars Epstein
- 2019 Anders Petersen
- 2021 Angelica Elliott
- 2023 Simon Johansson
- 2025 Hannah Modigh